# Lapplandsflyg
Lapplandsflyg, grundat 1953 och avvecklat 2012, var ett svenskt regionalt flygbolag som bedrev flygverksamhet med sjöflyg och helikopter i Lappland. Förutom regelbundna turer till bland annat Hemavan och Ammarnäs utförde Lapplandsflyg också bland annat inspektionsflyg, taxiflyg och godsflyg.

## Flotta
Vid tiden för företagets nedläggning hade flygbolaget en flotta av sex helikoptrar av märket Bell i varierande storlek.
| Typ                         | Reg nr | Passagerare | Maxlast       |
| --------------------------- | ------ | ----------- | ------------- |
| Agusta-Bell 206 B JetRanger | SE-HEI | 4           | 950 - 1030kg  |
| Agusta-Bell 206 B JetRanger | SE-HEL | 4           | 950 - 1030kg  |
| Agusta-Bell 206 B JetRanger | SE-HLK | 4           | 950 - 1030kg  |
| Bell 206 B JetRanger        | SE-HTV | 4           | 950 - 1030kg  |
| Bell 206 L-1 LongRanger     | SE-HKC | 6           | 1250 - 1300kg |
| Bell 206 L-1 LongRanger     | SE-HTR | 6           | 1250 - 1300kg |

## Flyglinjer
- Hemavan - Ammarnäs
- Hemavan - Tärnasjöstugan
- Hemavan - Servestugan
- Hemavan - Tärnasjön
- Kvikkjokk - Staloluokta via Ritsem